# Nils-Axel Mörner
Nils-Axel Mörner (1938-16 de octubre de 2020), fue un geólogo, paleogeofísico y geodinámico sueco. Obtuvo su doctorado en 1969, por la Universidad de Estocolmo, siendo contratado como investigador y profesor allí; y, ascendido en 1991, a jefe del Departamento respectivo, retirándose en 2005.
Fue presidente de la Unión Internacional para la Investigación Cuaternaria (INQUA) Commisión sobre Neotectónica (1981–1989). Encabezó el INTAS (Asociación internacional para la promoción de la cooperación con científicos de los Nuevos Estados Independientes de la antigua Unión Soviética) con los Proyectos sobre Geomagnetismo y Clima (1997–2003). Ha sido un crítico sobre el IPCC y de su noción conjetural de un ascenso global del nivel del mar.

## Obra

### Algunas publicaciones
Mörner ha publicado libros y trabajos sobre la interacción entre isostasia y eustasia, la curva eustática regional oscilante del noroeste de Europa, el concepto cambiante geoide, la redefinición del concepto de eustasia, la dinámica -redistribución rotacional de las masas de agua oceánica, y el intercambio de momento angular entre la hidrosfera y la Tierra sólida. Sus publicaciones abarcan más de treinta años. Su artículo más citado, por otros, lo ha sido unas 400 veces a principios de 2017.
- Mörner N-A. The Cold/warm Changes During the Last Ice Age: With Special Reference to the Stratigraphy at Dösebacka and Ellesbo in Southwest Sweden (Los cambios fríos / cálidos durante la última glaciación: con referencia especial a la estratigrafía en Dösebacka y Ellesbo en el suroeste de Suecia), v. 24-25. 158 p.

- Mörner N-A. Eustasy and geoid changes. In: Journal of Geology, 84, 1976, p. 123–151.

- Mörner N-A (ed.) Earth Rheology, Isostasy and Eustasy. 1980.

- Mörner N-A (ed.) Climatic Changes on a Yearly to Millenial Basis. 1984.

- Mörner N-A. The concept of eustasy: A redefinition. In: Journal of Coastal Research, SI-1, 1986, p. 49–51.

- Mörner N-A. Från Visnaren till Laxne: en paddlingsguide för Marviksleden genom kunskapens vattendrag (Del Visnaren al Salmón: una guía de remo para Marviksleden a través de las vías fluviales del conocimiento) ISSN 1650-7290 20 p. 2000.

- Mörner N-A. Paleoseismicity of Sweden - a novel paradigm. 320 p. 2003.

- Mörner N-A. Sea Level Changes: Observations versus Models. XVI. INQUA Congress, No. 93-1. 2003.

- Mörner N-A. The Greatest Lie Ever Told. 2007, 20 p. ISBN 978-91-977047-0-0

- Mörner N-A. Planetary Influence on the Sun and the Earth, and a Modern Book-Burning 117 p. ISBN 1634828372, ISBN 9781634828376

- Mörner N-A, Matlack-Klein P (2017a) The Fiji tide-gauge stations. International Journal of Geoscience, 8: 536-544. https://doi.org/10.4236/ijg.2017.84028

- Mörner N-A, Matlack-Klein P (2017b) "Coastal erosion in the Yasawa Islands, Fiji." Nature Science, 9 (5): 136-142. https://doi.org/10.4236/ns.2017.95014

- Mörner N-A (2017c) Our Oceans – Our Future: New evidence-based records from the Fiji Islands for the last 500 years indicating rotational eustasy and absence of a present rise in sea level. International Journal of Earth & Environmental Sciences, 2: 137. https://doi.org/10.15344/2456-351X/2017/137

- Mörner N-A, Matlack-Klein P (2017d) New records of sea level changes in the Fiji Islands, enviado, bajo revisión.

- Mörner N-A (2017) Coastal morphology and sea level changes in Goa, India, during the last 500 years. Journal of Coastal Research, 33: 421-434. DOI: 10.2112/JCOASTRES-D-16A-00015.1

### Apreciaciones sobre cambios de nivel del mar
Mörner no está de acuerdo con la opinión del aumento futuro en el nivel del mar causado por el calentamiento global. En su folleto de 20 páginas, autopublicado por Mörner en 2007, titulado "The Greatest Lie Ever Told" (La mentira más grande jamás contada), se refiere a su creencia de que los registros de observación de los niveles del mar, durante los últimos 300 años, muestran variaciones - altibajos, pero no una tendencia significativa. Esto contrasta con la opinión habitual de que el aumento del nivel del mar ha estado sucediendo, entre 2 – 3 mm por año, sobre el último siglo. Mörner afirma que los datos de altimetría satelital indican un aumento medio en el orden de 1 mm / año desde 1986 a 1996, mientras que la mayoría de los estudios encuentran un valor de alrededor de 3 mm / año.
Mörner cree que el aumento del nivel del mar no superará los 2 dm, con un rango de incertidumbre de +100±100 mm o + 50 ± 150 mm, basado en datos satelitales de los últimos 40 años y registros de observación en los últimos 300 años. En 2004, el presidente de INQUA escribió que ellos no suscribieron las opiniones de Mörner sobre la conjetura del cambio climático.
En 2000, lanzó un proyecto internacional de investigación sobre el nivel del mar en Maldivas, donde plantea demostrar la ausencia de signos de un aumento continuo del nivel del mar. A pesar de que el presidente Gayoom habló en el pasado sobre los peligros inminentes para su país, las Maldivas, Mörner concluyó que la gente de las Maldivas, en el pasado, ha sobrevivido a un nivel del mar más alto de unos 5–6 dm, y hay evidencia concreta y objetiva, de una caída significativa del nivel del mar en los últimos 30 años, en esa área del océano Índico. Sin embargo, tales conclusiones fueron cuestionadas debido a la falta de un mecanismo conocido para una caída en el nivel del mar y la falta de evidencia de apoyo.
En una entrevista, de junio de 2007, Mörner describió investigaciones que había hecho en las Maldivas que habían sido reportadas en el documental "Doomsday Called Off."  Específicamente, mencionó a un fuste de un árbol, que había descubierto que crecía cerca de la costa como evidencia para respaldar su afirmación de que el nivel del mar realmente había caído en lugar de aumentado. También alegó que el árbol había sido destruido deliberadamente por un grupo de investigadores australianos, que estaban promoviendo la visión del IPCC de que el nivel del mar estaba subiendo.
La afirmación de Mörner de que los niveles del mar no están subiendo ha sido criticada por ignorar los registros de altímetro de satélite calibrados correctamente, todos los cuales muestran que el nivel del mar está subiendo.

## Participación en publicaciones de Copérnico
En marzo de 2013, los editores científicos de acceso abierto Copernicus Publications comenzó a publicar "Pattern Recognition in Physics (Reconocimiento de Patrones en física)", de la cual Mörner era coeditor en jefe, junto con Sid-Ali Ouadfeul. Originalmente se suponía que la revista publicaría investigaciones generales relacionadas con la física, pero en cambio se publicó un estudio en la revista en el que los autores afirmaban que "dudan del calentamiento continuo, incluso acelerado, como lo afirma el proyecto del IPCC". Debido a ambos estudios y lo que llamó la designación "nepotista" de otros científicos para el consejo editorial por Morner y Ouadfeul, el director gerente de Copernicus, Martin Rasmussen, dio por terminado el periódico en enero de 2014.
En marzo de 2014, Ouadfeul reabrió la revista bajo otro diferente editor.[2]

## Honores
- Ganador del premio Golden Condrite al Mérito de la Universidad Algarve (2008) “por su irreverencia y contribución a nuestra comprensión del cambio de nivel del mar”.